# Ястребівка (Курська область)
Ястребівка (рос. Ястребовка) — село в Мантуровському районі Курської області Російської Федерації.
Населення становить 953 особи. Входить до складу муніципального утворення Ястребівська сільрада.

## Історія
Населений пункт розташований на території українського етнічного та культурного краю Східна Слобожанщина.
Від 2004 року входить до складу муніципального утворення Ястребівська сільрада.

## Населення
| 1939 | 1959  | 2002  | 2010 |
| ---- | ----- | ----- | ---- |
| 1357 | ↘1189 | ↗1272 | ↘953 |